# Тордокі-Яні
Тордокі-Яні (Тардокі-Янгі) (рос. Тордоки-Яни) — гірський хребет у центральному Сіхоте-Аліні.
Найвищий пік в гірській системі Сіхоте-Алінь, висота — 2090,4 метри над рівнем моря (за даними ВРЕ 2077 м). Розташований у південно-східній частині Нанайського муніципального району Хабаровського краю, на північ від адміністративного кордону з Приморським краєм.
На північних схилах гірського масиву поширені карові ніші, що залишилися з часів останнього періоду зледеніння, коли в них існували карові льодовики. В наш час вони та прилеглі до них витоки річок заповнені мореною з невеликими озерцями (Велике, Верхнє, Марінкіне). Сама гора Тордокі-Яні є «останець» між трьома близько розташованими, майже зилитими каровимі нішами у витоках річки Бомболі. Перевищення над днищами карів становить близько 500 м, над долиною річки Анюй, що знаходиться в 10 км на схід — понад 1600 м. Верхня межа лісу в гірському масиві Тордокі-Яні розташовується на висоті приблизно 1400 м. Вище вузькою смугою йде пояс кедрового сланцю, а над ним зона гірських тундр, курумів, кам'янистих осипів і скель.